# Shepperton Studios
Shepperton Studios er et britisk filmstudie som ligger i Shepperton i Surrey.
Studiet blev grundlagt af Norman Loudon i 1931. Han købte Littleton Park med en ejendom på 240.000 m², inkluderet en strækning af floden Ash. Han havde ingen filmerfaring, men havde haft succes med selskabet Flicker Productions. Filmproduktionen i Shepperton startede allerede i 1932.
Inden 1934 var der behov for kraftig udvidelse. I 1936 blev studiet genåbnet med syv lydscener, tolv klipperum, tre biogarfer, værksteder og et hotel.
51°24′24.80″N 0°27′54.65″V / 51.4068889°N 0.4651806°V
| Film | Spire Denne filmartikel er en spire som bør udbygges. Du er velkommen til at hjælpe Wikipedia ved at udvide den. |